# Guadua angustifolia
Guadua angustifolia, popularmente denominada guadua o tacuara, es una especie botánica de la subfamilia de las gramíneas Bambusoideae, que tiene su hábitat en la selva tropical húmeda a orillas de los ríos. Propia de las selvas venezolanas, se extiende por  Brasil, Ecuador, norte de Bolivia,  Colombia, Guyana, Perú y Surinam. Desde San Ángel en México, pasando por Costa Rica, El Salvador, Guatemala, Honduras, Nicaragua, y Panamá. Esta especie se ha introducido en otras regiones del mundo: Bangladesh, China, India, etc

## Descripción
Planta rizomatosa, perenne, algo trepadora, erecta en la base. Cañas de 6-20 m de altura (raramente 30 m). Láminas foliares linear-lanceoladas, desiguales en tamaño.
Sinflorescencia aglomerada, bractífera; de 5–10 cm de largo; laxa; con brácteas glumáceas subtendidas; con brotes axilares en la base de las espiuillas; pseudoespiguillas glabras, oblongolanceoladas; lema abrazando a la palea. Florece una sola vez en su vida.
Crece 15 a 20 m en 120 días; su diámetro máximo 2 dm, se aprovecha entre 4 a 5 años de plantado; su altitud ideal es entre los 400 y 1200 m s. n. m.; en suelos areno-limosos, arcillosos, profundos; y la Tº entre 18 y 28 Cº, con una precipitación superior a 1.200 mm y una humedad relativa de al menos 80 %.

## Variedades
Guadua angustifolia var. bicolor, y G. angustifolia var. nigra. La bicolor presenta el culmo verde con rayas amarillas, mientras nigra tiene el culmo verde con leves manchas negras. Archivado el 15 de diciembre de 2007 en Wayback Machine.

## Ecología
Los tallos forman matorrales y manchas en suelos húmedos de las orillas de ríos y demás áreas bajas y húmedas. Se halla en el valle del Alto Paraná y de sus tributarios. Y a lo largo del Jejuí Guasu, Ypané y otros ríos de la cuenca norteña del río Paraguay

## Nombre común
- Brasil: taquaruçu
- Colombia: guadua, caña brava, caña mansa, garipa
- Ecuador: caña brava, caña mansa, guadua
- Perú: guadua, ipa, paca, marona, caña de Guayaquil
- Venezuela: caña brava, carrizo, guasdua, puru puru
- América Central : tarro, otate
- República Dominicana : Bambú

## Usos
Para construcciones; protección de cuencas y riberas de ríos y de quebradas; elaboración de muebles y de artesanías; fabricación de laminados, aglomerados, parqué; fijador temporario de dióxido de carbono.
Los trozos con un nudo en la base sirven como vasija para líquidos y sólidos. Los entrenudos contienen agua pura que se puede tomar en el bosque. De las ramitas se fabrican escobas.
y también para mobiliario interior